# Agnese Campeol
Agnese Campeol (in thailandese อาเยเซ กัมเปอออล; Torino, 11 agosto 2006) è una bobbista thailandese, di origine italiana.

## Biografia
Nata in Italia, si è trasferita in Thailandia all'età di 5 anni insieme al padre Pietro (originario di Follina) e alla madre Wongwian Pholnam-in. Ha iniziato ad allenarsi nello sport del bob all'età di 16 anni nel 2022 presso l'Olympic Sliding Centre di Pyeongchang, in Corea del Sud, ispirandosi alla bobbista americana Kaillie Humphries.
Entrata a far parte della Nazionale di bob della Thailandia nel 2023, ha vinto la medaglia d'argento nella gara di monobob femminile alle Olimpiadi giovanili invernali del 2024 a Gangwon, diventando la prima atleta thailandese a vincere una medaglia alle Olimpiadi giovanili invernali o Olimpiadi invernali. Ai campionati mondiali di bob 2025, giunge al 21° posto con il monobob e 19° posto con il bob a due insieme alla connazionale Phaethong Wannakhot.